# Palengaan Daja
Palengaan Daja is een bestuurslaag in het regentschap Pamekasan van de provincie Oost-Java, Indonesië. Palengaan Daja telt 10.665 inwoners (volkstelling 2010).